# Stade El Harti
Stade El Harti – wielofunkcyjny stadion w Marrakeszu, w Maroku. Jego pojemność wynosi 10 000 widzów. Wykorzystywany jest głównie do rozgrywania meczów piłkarskich. Do 2011 roku, kiedy otwarto nowy Stade de Marrakech, grała na nim drużyna Kawkab Marrakesz.